# Viktor Emanuel III.
Viktor Emanuel III. (tal. Vittorio Emanuele III) (Napulj, 11. studenog 1869. – Aleksandrija, Egipat, 28. prosinca 1947.), kralj Italije iz Kuće Savoja od 1900. do 1946. godine. Bio je i car Etiopije (1936. – 1943.) i kralj Albanije (1939. – 1943.). Premda nije podržavao fašizam, svojom je neodlučnom politikom pridonio Mussolinijevom usponu i preuzimanju vlasti. Nakon pada fašističkog režima i kapitulacije Italije 1943. godine, preuzeo je vlast u svoje ruke. Po završetku Drugog svjetskog rata, abdicirao je u korist svoga sina Umberta II. i otišao u izbjeglištvo, ali to nije spasilo monarhiju.

## Životopis

### Uspon na prijestolje i Prvi svjetski rat
Rodio se u Napulju u obitelji oca Umberta I. i Margarete Savojske. Do uspona na prijestolje bio je poznat kao napuljski princ. Za razliku od svojih rođaka, bio je izuzetno niskog rasta (1,53 m). Završio je vojno obrazovanje. Oženio se 24. listopada 1896. godine s crnogorskom princezom Jelenom Petrović-Njegoš s kojom je imao petero djece.
Na prijestolje je stupio 29. srpnja 1900. godine nakon što je njegova oca, kralja Umberta I., ubio anarhist. Godine 1911. zaratio je s Osmanskim Carstvom zbog Libije. Rat je završio sljedeće godine stvaranjem talijanskog kolonijalnog posjeda u sjevernoj Africi.
Na početku Prvog svjetskog rata 1914. godine, kralj Viktor Emanuel III. je zadržao neutralnost svoje zemlje, ali je ohrabren teritorijalnim ponudama sila Antante, stupio u taj savez 19. svibnja 1915. godine i objavio rat Centralnim silama na čelu s Njemačkim Carstvom i Austro-Ugarskom. Kraljevina Italija je završila rat 1918. godine, na strani pobjednica.

### Marš na Rim
Godine 1921. osnovana je Nacionalna stranka fašista (Partito Nazionale Fascista), kao krajnja desnica, pod vodstvom Benita Mussolinija, koja je iskoristila teško gospodarsko stanje nakon Prvog svjetskog rata, kako bi ojačala svoj politički utjecaj među višim slojevima građanstva. Na vlast su došli između 27. i 28. svibnja 1922. godine, u događaju poznatom kao marš na Rim, čime su prisilili kralja Viktora Emanuela III. da postavi Mussolinija na čelo koalicijske vlade. Mussolini je uskoro koncentrirao svu vlast u svojim rukama, da bi 1925. godine Zakonom o proširenju prava izvršne vlasti dobio neograničenu vlast i uveo diktatorski režim kojem je on bio na čelu kao duce (vođa). Tim činom je kralj Viktor Emanuel III. reduciran na razinu marionetskog vladara bez ikakve stvarne vlasti.

### Lateranski ugovori 1929.
U vrijeme ujedinjenja Italije, veći dio teritorija Papinske Države ušao je u sastav Kraljevine Sardinije. Nakon što je 1861. godine utemeljena Kraljevina Italija, od nekadašnje Papinske Države ostao je još samo nekadašnji patrimonij s gradom Rimom. Kada su se za vrijeme njemačko-francuskog rata 1870. godine francuske vojne jedinice povukle iz Rima, pijemontska je vojska osvojila grad, što je bio kraj postojanja Papinske Države. Papa Pio IX. (1846. – 1878.) povukao se u Vatikan, a kralj Viktor Emanuel III. prenio je 1871. godine svoju prijestolnicu u Rim i ušao u palaču Kvirinal. talijanska vlada ponudila je papi godišnju rentu, osobnu nepovrjedivost i sva ostala suverena prava, ali papa je odbio te ponude i u znak protesta ostao vatikanski zarobljenik. Ni sljedeći pape nisu napuštali Vatikan i taj problem je ostao nerješen. Tek je papa Pio XI. (1922. – 1939.) konačno riješio tzv. rimsko pitanje kada je 1929. godine potpisao s talijanskom vladom Lateranske ugovore kojima je uspostavljen Vatikan kao suverena država.

### Drugi svjetski rat
Godine 1934. prvi put su se u Veneciji sastali Benito Mussolini i Adolf Hitler te započeli suradnju. Sljedeće godine talijanske vojne snage upale su u Etiopiju te je 1936. godine pripojena Talijanskoj Istočnoj Africi, a Viktor Emanuel III. se proglasio carem Etiopije.
Godine 1936. Kraljevina Italija je stvorila s Njemačkom Osovinu Berlin-Rim. U travnju 1939. godine talijanske vojne snage zauzele su Albaniju, a kralj Viktor Emanuel III. proglašen je kraljem Albanije. Nakon tih događaja, fašistička Italija je 10. lipnja 1940. godine ušla u Drugi svjetski rat napadom na Francusku. Godine 1941. talijanska vojska je sudjelovala u Travanjskom ratu kojim je propala Kraljevina Jugoslavija te je osvojila južni dio Slovenije, dio Hrvatskog primorja i veći dio Dalmacije. U dogovoru između Benita Mussolinija i Ante Pavelića, kraljem NDH trebao je postati talijanski princ, vojvoda Aimone od Spoleta.
Nakon savezničkog iskrcavanja u sjeverozapadnoj Africi u studenom 1942. godine, Italija je izgubila Cirenaiku i Libiju, a Saveznicima je otvoren put za invaziju na Siciliju, nakon što je gubitkom Tunisa 1943. godine, talijanskja vojska posve izbaćena iz Afrike. Poslije iskrcavanja Saveznika na tlu Italije, Vrhovno fašističko vijeće oduzelo je ovlasti Mussoliniju i predalo izvršnu vlast kralju Vikotru Emanuelu III. koji je, uz podršku nove vlade, potpisao kapitulaciju 3. rujna 1943. godine, koja je bila objavljena 8. rujna iste godine.

### Abdikacija i izbjeglištvo
Suočen s jačanjem republikanskih težnji u narodu, koje su trebale biti potkrijepljene najavljenim referendumom, kralj Viktor Emanuel III. abdicirao je s prijestolaj 9. svibnja 1946. godine u nadi da će na referendumu Talijani glasati za ostanak monarhije. Naslijedio ga je sin Umberto II., koji je kao posljednji talijanski kralj vladao 33 dana, nakon što je na referendumu većina glasovala za republiku.
Umro je u egzilu u egipatskoj Aleksandriji 1947. godine.